# Abadía (kommunhuvudort)
Abadía är en kommunhuvudort i Spanien.   Den ligger i provinsen Provincia de Cáceres och regionen Extremadura, i den centrala delen av landet, 190 km väster om huvudstaden Madrid. Abadía ligger 453 meter över havet och antalet invånare är 288.
Terrängen runt Abadía är varierad. Runt Abadía är det glesbefolkat, med 20 invånare per kvadratkilometer. Närmaste större samhälle är Hervás, 9,5 km öster om Abadía. Omgivningarna runt Abadía är huvudsakligen savann.